# 巴林國家足球隊
巴林足球代表隊是巴林的男子足球代表隊，由巴林足球總會管理，於1951年進行首場國際賽並在1966年加入國際足協。巴林在廿一世紀初於國際賽取得不俗的成績，2004年獲國際足協選成全年最佳進步國家隊，於2004年亞洲盃以殿軍的佳績完成賽事。巴林隊在2006年及2010年世界杯亞洲區外圍賽兩度獲第五名得到附加賽資格，但兩屆都在附加賽敗陣（2006年敗給千里達，2010年敗給紐西蘭），連續兩屆都差一步沒法晉級決賽周。
連續取得兩屆外圍賽附加賽資格的巴林，卻在2014年世界盃外圍賽首輪分組賽以一分之差落後於同組的鄰國卡塔爾，屈居小組第三名黯然出局。之後巴林的成績開始下滑，2015年亞洲盃足球賽在首圈分組賽出局，之後在2018年世界盃外圍賽首輪分組賽，巴林在8場比賽中輸掉5場，只得小組第四名出局。2019年亞洲盃，以小組最佳第三名晉級十六強的巴林，以1-2不敵南韓出局。2022年世界盃外圍賽首輪分組賽，巴林落後於同組的伊朗及伊拉克，得小組第三名未能晉級。
2023年亞洲盃，巴林只能靠第三輪外圍賽晉級決賽周。在決賽周首場分組賽，巴林以1-3不敵南韓，之後卻分別以1-0擊敗馬來西亞和約旦，取得小組首名出線十六強賽，但在十六強賽以1-3不敵四屆冠軍日本出局。
巴林的球衣贊助商是Puma。

## 世界盃成績
| 年份   | 成績     | 紀錄     | 紀錄     | 紀錄     | 紀錄     | 紀錄     | 紀錄     |
| 年份   | 成績     | 賽       | 勝       | 和       | 負       | 入球     | 失球     |
| ------ | -------- | -------- | -------- | -------- | -------- | -------- | -------- |
| 1930年 | 沒有參與 | 沒有參與 | 沒有參與 | 沒有參與 | 沒有參與 | 沒有參與 | 沒有參與 |
| 1934年 | 沒有參與 | 沒有參與 | 沒有參與 | 沒有參與 | 沒有參與 | 沒有參與 | 沒有參與 |
| 1938年 | 沒有參與 | 沒有參與 | 沒有參與 | 沒有參與 | 沒有參與 | 沒有參與 | 沒有參與 |
| 1950年 | 沒有參與 | 沒有參與 | 沒有參與 | 沒有參與 | 沒有參與 | 沒有參與 | 沒有參與 |
| 1954年 | 沒有參與 | 沒有參與 | 沒有參與 | 沒有參與 | 沒有參與 | 沒有參與 | 沒有參與 |
| 1958年 | 沒有參與 | 沒有參與 | 沒有參與 | 沒有參與 | 沒有參與 | 沒有參與 | 沒有參與 |
| 1962年 | 沒有參與 | 沒有參與 | 沒有參與 | 沒有參與 | 沒有參與 | 沒有參與 | 沒有參與 |
| 1966年 | 沒有參與 | 沒有參與 | 沒有參與 | 沒有參與 | 沒有參與 | 沒有參與 | 沒有參與 |
| 1970年 | 沒有參與 | 沒有參與 | 沒有參與 | 沒有參與 | 沒有參與 | 沒有參與 | 沒有參與 |
| 1974年 | 沒有參與 | 沒有參與 | 沒有參與 | 沒有參與 | 沒有參與 | 沒有參與 | 沒有參與 |
| 1978年 | 未能晉級 | 未能晉級 | 未能晉級 | 未能晉級 | 未能晉級 | 未能晉級 | 未能晉級 |
| 1982年 | 未能晉級 | 未能晉級 | 未能晉級 | 未能晉級 | 未能晉級 | 未能晉級 | 未能晉級 |
| 1986年 | 未能晉級 | 未能晉級 | 未能晉級 | 未能晉級 | 未能晉級 | 未能晉級 | 未能晉級 |
| 1990年 | 沒有參與 | 沒有參與 | 沒有參與 | 沒有參與 | 沒有參與 | 沒有參與 | 沒有參與 |
| 1994年 | 未能晉級 | 未能晉級 | 未能晉級 | 未能晉級 | 未能晉級 | 未能晉級 | 未能晉級 |
| 1998年 | 未能晉級 | 未能晉級 | 未能晉級 | 未能晉級 | 未能晉級 | 未能晉級 | 未能晉級 |
| 2002年 | 未能晉級 | 未能晉級 | 未能晉級 | 未能晉級 | 未能晉級 | 未能晉級 | 未能晉級 |
| 2006年 | 未能晉級 | 未能晉級 | 未能晉級 | 未能晉級 | 未能晉級 | 未能晉級 | 未能晉級 |
| 2010年 | 未能晉級 | 未能晉級 | 未能晉級 | 未能晉級 | 未能晉級 | 未能晉級 | 未能晉級 |
| 2014年 | 未能晉級 | 未能晉級 | 未能晉級 | 未能晉級 | 未能晉級 | 未能晉級 | 未能晉級 |
| 2018年 | 未能晉級 | 未能晉級 | 未能晉級 | 未能晉級 | 未能晉級 | 未能晉級 | 未能晉級 |
| 2022年 | 未能晉級 | 未能晉級 | 未能晉級 | 未能晉級 | 未能晉級 | 未能晉級 | 未能晉級 |
| 2026年 | 未能晉級 | 未能晉級 | 未能晉級 | 未能晉級 | 未能晉級 | 未能晉級 | 未能晉級 |
| 總結   | 0/23     |          |          |          |          |          |          |

## 亞洲盃成績
| 年份   | 最終成績 | 總排名 | 場次 | 勝 | 和* | 負 | 得球 | 失球 |
| ------ | -------- | ------ | ---- | -- | --- | -- | ---- | ---- |
| 1956年 | 並未參加 | -      | -    | -  | -   | -  | -    | -    |
| 1960年 | 並未參加 | -      | -    | -  | -   | -  | -    | -    |
| 1964年 | 並未參加 | -      | -    | -  | -   | -  | -    | -    |
| 1968年 | 並未參加 | -      | -    | -  | -   | -  | -    | -    |
| 1972年 | 未能晉級 | -      | -    | -  | -   | -  | -    | -    |
| 1976年 | 退出     | -      | -    | -  | -   | -  | -    | -    |
| 1980年 | 退出     | -      | -    | -  | -   | -  | -    | -    |
| 1984年 | 並未參加 | -      | -    | -  | -   | -  | -    | -    |
| 1988年 | 第一圈   | 9      | 4    | 0  | 2   | 2  | 1    | 3    |
| 1992年 | 未能晉級 | -      | -    | -  | -   | -  | -    | -    |
| 1996年 | 退出     | -      | -    | -  | -   | -  | -    | -    |
| 2000年 | 未能晉級 | -      | -    | -  | -   | -  | -    | -    |
| 2004年 | 殿軍     | 4      | 6    | 1  | 3   | 2  | 13   | 14   |
| 2007年 | 第一圈   | 13     | 3    | 1  | 0   | 2  | 3    | 7    |
| 2011年 | 第一圈   | 10     | 3    | 1  | 0   | 2  | 6    | 5    |
| 2015年 | 第一圈   | 11     | 3    | 1  | 0   | 2  | 2    | 5    |
| 2019年 | 十六強   | 13     | 4    | 1  | 1   | 2  | 3    | 4    |
| 2023年 | 十六強   | 11     | 4    | 2  | 0   | 2  | 4    | 6    |
| 總結   | 7/18     | -      | 27   | 7  | 6   | 14 | 33   | 45   |

## 外部連結
- 巴林足球協會官網
- 巴林 （页面存档备份，存于） at FIFA.com